# Karim Berrouka
Œuvres principales
- Le Club des punks contre l'apocalypse zombie (prix Julia Verlanger 2016)
- Fées, Weed et Guillotines (prix Elbakin 2014)
- Celle qui n'avait pas peur de Cthulhu

Karim Berrouka, né le 26 mai 1964, est un musicien, écrivain et éditeur français. Il est membre du groupe de punk Ludwig von 88. Ses nouvelles et ses romans relèvent des littératures de l'imaginaire, principalement la science-fiction et la fantasy.

## Biographie
Né en 1964, Karim Berrouka est le chanteur et parolier du groupe punk Ludwig von 88 depuis 1984,.
Il publie ses premières nouvelles en 2002 et sa première novella, La Porte, en 2007. Il est directeur de collection aux éditions Griffe d'encre jusqu'à la disparition de cette maison d'édition en 2016. Karim Berrouka est également anthologiste pour l'anthologie Conquêtes et explorations infernales publiée par la maison d'édition amateure Parchemins et traverses en 2008. Il est également directeur de publication de La Fabrique de Littérature Microscopique.
Au début des années 2010, Karim Berrouka se concentre davantage sur la publication de romans avec Cyclones (2011), Fées, weed & guillotines (2014) puis en 2016 Le Club des punks contre l'apocalypse zombie qui remporte le prix Julia-Verlanger 2016.
En 2016, le groupe Ludwig von 88 reprend une certaine activité.
En 2018, Karim Berrouka publie son roman Celle qui n'avait pas peur de Cthulhu aux Éditions ActuSF.
Son style emprunte tant à l'Oulipo qu'au surréalisme, jusque dans ses multiples transformations stylistiques.

## Littérature

### Romans
- La Porte, éditions Griffe d'encre, 2007 [5]
- Cyclones, Organic, 2011 [6]
- Fées, weed & guillotines, éditions ActuSF, 2014[7].
- Le Club des punks contre l'apocalypse zombie, éditions ActuSF, 2015[8], prix Julia-Verlanger 2016
- Celle qui n'avait pas peur de Cthulhu, éditions ActuSF, 2018[9].
- Le jour où l'humanité a niqué la Fantasy, éditions ActuSF, 2021.

### Recueil
- Les Ballons dirigeables rêvent-ils de poupées gonflables ?  éditions ActuSF, 2013 [10]

### Nouvelles
- Sous l'aile maternelle de la mort, in anthologie La Mort... ses vies chez Éditions de l'Oxymore dirigée par Léa Silhol (2002)
- Le Soleil de Mag-Tured, in anthologie L'Esprit des Bardes chez Nestiveqnen, dirigée par Nathalie Dau (2003)
- Le Siècle des Lumières, in anthologie Magie Verte chez Éditions de l'Oxymore, dirigée par André-François Ruaud (2003) [11]
- Les Sombres, in anthologie Les Fées aux Éditions de l'Oxymore dirigée par Léa Silhol (2004)
- Le Chemin qui mène à Tsoar, in anthologie Mythophages aux Éditions de l'Oxymore dirigée par Léa Silhol (2004)
- Sainte Hache, Douce Hache, in anthologie Les Bourreaux chez Parchemins & Traverses dirigée par Hélène Marchetto (2005)
- La Démocratie est au bout des radis, in anthologie Moissons futures chez La Découverte dirigée par Daniel Conrad (2005)
- Entretien avec une porte, in anthologie Les Portes chez Éditions de l'Oxymore dirigée par Antoine Lencou (2005)
- Le départ , in anthologie La Tour chez Parchemins & Traverses dirigée par Sybille Marchetto (2006)
- Soleil noir, in anthologie HPL 2007 chez Éditions Malpertuis dirigée par Christophe Thill (2007)
- Comme un agneau, in AOC n° 7 chez l'association Présence d'esprits (2007), repris dans l'anthologie AOC Millésime (2009)
- Vers d'incertains rivages, in AOC n° 11 chez l'association Présence d'esprits (2008)
- L'Enfant Rouge in Black Mamba n°9, Céléphaïs (2008)
- L'histoire commence à Falloujah, in anthologie Fées dans la ville chez Actusf dirigée par Anne Fakhouri (2009)
- Histoire de Cendres, in anthologie Super-héros ! chez Parchemins & Traverses dirigée par Timothée Rey (2010)
- Les Aventures d'Alphonse Danita, éléphant balaise , in volume  Il était 7 fois, Argemmios (2010)
- Lapidaire, in anthologie les Dames Baroques dirigée par Estelle Valls de Gomis (2010)
- Ad Fixam aeternam, in volume Black Mamba n° 17, Céléphaïs (2010)
- Vaisseau d'espoir, comment es-tu devenu un vaisseau de douleur ?, in volume  L'Amicale des jeteurs de sorts, Malpertuis, Brouillards n° 24 (2013)
- Le truc qui ressemble à une machine, in volume Utopiales 2016, ActuSF, coll. « Les Trois Souhaits », 2016, p. 293-339.
- Nous vivons tous dans un monde meilleur, in Au bal des actifs. Demain le travail chez La Volte (2017)

### Anthologie
- Conquêtes et explorations infernales, aux éditions Parchemins & Traverses, 2008 [12]

## Distinctions
En 2014, le roman Fées, weed & guillotine remporte le prix Elbakin.net 2014 du meilleur roman fantasy français. 
En 2016, le roman Le Club des punks contre l'apocalypse zombie, paru en 2015, remporte le prix Julia-Verlanger 2016.